# Constantina (esposa de Maurici)
Constantina, en llatí Constantina, (560-605) va ser l'esposa de l'emperador romà d'Orient Maurici. Era filla de Tiberi II i de la seva dona Èlia Anastàsia. La filiació es va enregistrar a les cròniques de Teofilacte Simocata, Pau el Diaca i Joan de Biclar. Segons les Cròniques georgianes, Constantina era filla de Còsroes II. Aquesta col·lecció de textos, compilada al segle xiii descriu filiacions contradictòries, i no és gaire fiable.

## Filla del Cèsar
Segons les Cròniques de Teòfanes el Confessor, Tiberi va ser nomenat Cèsar per Justí II el 7 de desembre del 574. Després va ser adoptat per Justí va convertir-se oficialment en el seu hereu. Èlia Anastàsia, l'esposa de Tiberi, va compartir títol amb el seu marit i va passar a ser la segona dama de l'Imperi. Constantina i la seva germana Charito es van convertir en membres de la família imperial.
La Història eclesiàstica de Joan d'Efes i les Cròniques de Teòfanes indiquen que Sofia hauria pensat casar-se amb Tiberi. De fet, va considerar que el seu matrimoni amb Èlia Anastàsia era una ofensa. A més, va rebutjar que Anastàsia i les seves filles visquessin al Gran Palau de Constantinoble i les van instal·lar al Palau de Bucolleó, l'antiga residència de Justinià I abans de pujar al tron. Segons Joan d'Efes, Tiberi les anava a visitar cada vespre i després tornava al Gran Palau al matí. Sofia també va prohibir a les dames de la cort que visitessin Èlia Anastàsia i les seves filles, cosa que hauria estat considerada un signe de respecte. Finalment, Anastàsia, amb les seves filles, va abandonar Constantinoble per anar a Dafnudium, on havia viscut abans. Segons Joan d'Efes, Tiberi va abandonar Constantinoble per visitar-les quan Anastàsia va caure malalta.

## Membre de la família imperial
El 5 d'octubre de l'any 578, Justí II va morir i Tiberi es va convertir en emperador. Segons Joan d'Efes, Sofia va enviar al patriarca Eutiqui de Constantinoble per convèncer Tiberi de divorciar-se de la seva dona Èlia Anastàsia. Ella mateixa se li va oferir en matrimoni, però Tiberi s'hi va negar.
Tement per la seguretat de la seva dona i els seus fills, Tiberi II els va traslladar a Constantinoble amb vaixell a mitja nit. Va organitzar immediatament una trobada entre Anastàsia, Eutiqui i els membres del senat romà d'Orient, on Èlia Anastàsia va ser proclamada emperadriu en una cerimònia pública i va rebre el títol d'Augusta. Sofia va mantenir el seu rang i se li va donar una part del palau com a residència. Constantina, era ja oficialment membre de la família imperial, filla d'una de les dues emperadriu.
El regnat del seu pare, l'emperador, no va ser molt llarg. L'any 582, Tiberi va emmalaltir i el tema de la successió es va fer urgent. Una vegada més, el senat va instar Sofia a designar un successor. Va escollir Maurici, un general que havia obtingut diverses victòries contra Ormazd IV, fill i successor de Còsroes I. Segons Gregori de Tours, Sofia també hauria pensat en casar-se amb el futur emperador.

## Casament
Tiberi va concertar els matrimonis de Constantina i la seva germana Charito en una maniobra maniobra contra Sofia i per assegurar-se la lleialtat del seu gendre. El 5 d'agost de 582, Constantina es va prometre a Maurici i Charito a Germanus. Tiberi va nomenar cèsars als dos homes que es convertien així en successors de Tiberi.
Germanus era un patrici i governador de la província d'Àfrica. Se l'identifica com el fill de Germanus, un cosí de Justinià, i de Matasunta, la reina dels ostrogots, segons diu Jornandes.
Es creu que Tiberi volia, amb aquest doble matrimoni designar-los coemperadors i successors a la seva mort, dividint possiblement les províncies de l'imperi entre ells, però es desconeix si realment era aquesta la seva intenció. Algunes fonts diuen que Tiberi considerava Germanus com a candidat favorit al tron, però que aquest s'hi havia negat per humilitat.

## Emperadriu
El 13 d'agost del 582, Tiberi ja era al seu llit de mort. La família, els militars destacats i els dignataris eclesiàstics esperaven el nomenament del successor. Tiberi, segons sembla, havia preparat un discurs, però es trobava massa feble per parlar. Un alt funcionari imperial el va llegir per ell. El text proclamava a Maurici August i el seu únic successor. El 14 d'agost, Tiberi II va morir i Maurici es va convertir en emperador. Constantina encara era la seva promesa.
El matrimoni entre Constantina i Maurici va tenir lloc a la tardor del 582. La cerimònia la va oficiar el patriarca Joan IV de Constantinoble i és descrita en detall per Teofilacte Simocata. Constantina va ser proclamada Augusta.
El matrimoni va ser fèrtil i van tenir almenys 10 fills:
- Teodosi, (4 d'agost de 583 - després del 27 de novembre de 602). Va ser nomenat Cèsar el 587 i coemperador el 26 de març del 590.
- Tiberi, (mort el 27 de novembre del 602), assassinat, amb altres germans, per l'usurpador Flavi Focas
- Pere, (mort el 27 de novembre del 602)
- Pau, (mort el 27 de novembre del 602)
- Justí, (mort el 27 de novembre del 602)
- Justinià, (mort el 27 de novembre del 602)
- Anastàsia, (morta cap al 605)
- Teoctista, (morta cap al 605)
- Cleòpatra, (morta cap al 605)

Les Cròniques de Miquel el Sirià, del segle xii, parlen d'una filla, Miriam, que s'hauria casat amb Còsroes II, però a aquesta filla no la menciona cap font romana d'Orient, i segurament no va existir. En tot cas, hauria d'haver nascut poc després del matrimoni de Constantina amb Maurici.
Sembla que Constantina va morir executada l'any 607, quan organitzava un complot contra Flavi Focas.